# Bocoy
Die Bocoy, auch Bocoya oder Bocoyo, war ein altes Gewichtsmaß im Handel mit Honig. Das Maß galt auf Kuba.
- 1 Bocoy = 6 Barilles/Barril/Barille = 12 Arroba = 3 Quintals = 138,25 Kilogramm